# Morti nel 1322
| Questa pagina contiene informazioni ricavate automaticamente dalle voci biografiche con l'ausilio del template Bio e di un bot. L'aggiornamento è periodico e automatico e ricostruisce completamente la pagina. Se manca una persona in questa lista, sei pregato di non aggiungerla, ma accertati piuttosto che la sua voce biografica contenga il template Bio e che i dati anagrafici siano correttamente compilati. Se il template Bio manca, inseriscilo tu stesso o, in alternativa, metti l'avviso {{tmp\|Bio}} che ne segnala la mancanza. Se i dati riportati sono sbagliati, correggi direttamente la voce biografica; le modifiche saranno visibili in questa lista entro pochi giorni. Per chiarimenti vedi il progetto biografie. La lista contiene solo le 31 persone che sono citate nell'enciclopedia e per le quali è stato implementato correttamente il template Bio. Pagina aggiornata al 10 ago 2025. |

- 3 gennaio - Filippo V di Francia, re francese (n. 1293)
- 11 febbraio - Pietro da Cuneo, religioso italiano
- 16 marzo - Humphrey de Bohun, IV conte di Hereford, militare britannico (n. 1276)
- 22 marzo - Manfredi Beccaria, politico italiano
- 22 marzo - Tommaso Plantageneto, II conte di Lancaster, nobile britannico
- 8 aprile - Margherita di Boemia, nobildonna boema (n. 1296)
- 14 aprile - Bartholomew de Badlesmere, nobile e militare britannico (n. 1275)
- 20 aprile - Simone da Todi, religioso italiano
- 22 aprile - Francesco Venimbeni, presbitero italiano (n. 1251)
- 15 giugno - Matteo Orsini, vescovo cattolico italiano
- 24 giugno - Matteo I Visconti, nobile (n. 1250)
- 7 luglio - Pellegrino da Città di Castello, vescovo cattolico italiano
- 22 luglio - Luigi I di Nevers, conte
- 2 agosto - Iolanda di Dreux, regina (n. 1263)
- 9 agosto - Giovanni della Verna, francescano e presbitero italiano (n. 1259)
- 25 agosto - Beatrice di Slesia-Glogau, nobile e imperatrice polacca
- 7 settembre - Enrico I di Brunswick-Lüneburg, nobile tedesco (n. 1267)
- 17 settembre - Roberto III di Fiandra, conte (n. 1249)
- 18 settembre - Adam FitzRoy, nobile inglese (n. 1307)
- 20 settembre - Rinaldo da Polenta, arcivescovo cattolico italiano
- 4 ottobre - Agnese di Savoia, contessa (n. 1286)
- 11 ottobre - Agnese d'Asburgo, nobildonna tedesca (n. 1257)
- 16 novembre - Abu l-Juyush Nasr, sultano (n. 1287)
- Pietro Aureolo, filosofo, teologo e arcivescovo francese
- Maud Chaworth, nobile inglese (n. 1282)
- Lope Díaz de Haro, trovatore spagnolo
- Ma Duanlin, scrittore e enciclopedista cinese (n. 1245)
- Matfre Ermengau, trovatore francese
- Federico I da Montefeltro, politico e condottiero italiano
- Teodoro Svetoslav di Bulgaria, sovrano bulgaro
- Zhao Mengfu, pittore cinese (n. 1254)